# Юла (приток Маныча)
Юла (Ма́лый Егорлы́к, Средняя Юла) — река в России, протекает по Ростовской области. Впадает в Весёловское водохранилище. Устье реки находится в 137 км по левому берегу от устья Маныча. Длина реки составляет 60 км, площадь водосборного бассейна — 696 км².

## Данные водного реестра
По данным государственного водного реестра России относится к Донскому бассейновому округу, водохозяйственный участок реки — Маныч от Пролетарского гидроузла до Веселовского гидроузла, речной подбассейн реки — бассейн притоков Дона ниже впадения Северского Донца. Речной бассейн реки — Дон (российская часть бассейна).
Код объекта в государственном водном реестре — 05010500812107000017411.